# Guillem Bergnes i Soler
Guillem Bergnes i Soler (Barcelona, 6 de gener de 1888 - Tortosa, 3 de febrer de 1975) va ser un pintor català.

## Biografia

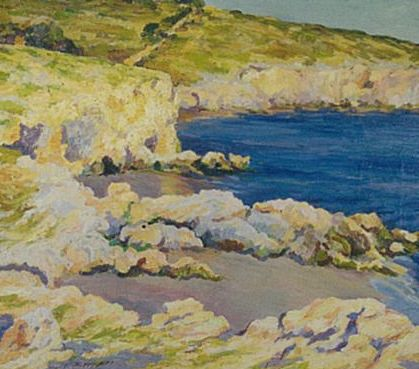
Marina, segon quart. Col·lecció Art de la Vila de Sitges

Nascut a Barcelona el 6 de gener de 1888, era fill d'Antoni Bergnes de las Casas, marí, i de la sitgetana Maria Soler i Ferrer, la seva segona dona, i net de l'il·lustre hel·lenista i editor Antoni Bergnes de las Casas. La família era d'origen francès, entroncada amb Lluis VI de França i el seu nom es deu a l'avantpassat Guillermo de Las Casas, senyor de les illes Canàries. El 1904 marxà a Cuba, s'instal·là a l'Havana, on la família tenia negocis, i es dedicà al comerç.

### Nova York
De 1909 a 1915 residí a Nova York; allí estudià pintura amb Robert Henri i Homer Boss a la Henri School of Art, en la qual adquirí una sòlida educació anglosaxona i es familiaritzà amb l'obra de Chasse, Sargent i Whitsler. A Nova York, també va ser deixeble del pintor català Francesc Pausas.
Exposà a l'American Arts Club, al Mac Dowell Club i a l'American Watercolours Society, de Nova York, i a la Pennsylvania Academy of Fine Arts de Filadèlfia. Tornat a Espanya la tardor de 1915, passà una temporada a Sitges i més tard anà a Ripoll i a Tortosa, ciutat on havia viscut d'infant. A les acaballes de 1916 exposà per primera vegada a Barcelona, a les Galeries Laietanes, i poc després establí el seu taller a Garraf, on feu llargues estades que combinà amb viatges a Madrid (1920), Londres (1920-1921), París i Mallorca (1923,1924 i 1930-1932). Durant la seva permanència aquí, es relacionà amb Agustí Ferrer i Pino, Josep Carbonell i Gener, Joan F. Tort i Magí A. Cassanyes i Mestre. Amb aquest darrer tindrà una amistat discontínua a causa de la pertinàcia que caracteritzava els dos personatges (el temperament solitari i un xic amargat de Bergnes era degut, en part, a la malformació congènita que tenia a la mà esquerra, que ell sempre intentà dissimular).
Col·laborador ocasional de Monitor, el 1922 va fer una exposició d'aquarel·les i pastels a la Galeria d'Art i Lletres, que Josep Dalmau havia muntat dos anys abans al carrer Major, als baixos de can Cassanyes. D'altra banda, la Junta de l'Hospital li encarregà, el 1925, un retrat de Rafael Llopart i Ferret, parent d'en Bergnes, que fou col·locat a la galeria de benefactors i que actualment encara és a l'establiment benèfic. Quan Chesterton visita Sitges, fou l'encarregat de fer el discurs de benvinguda pel seu domini de l'idioma anglès.
L'any 1926 un grup d'amics del pintor adquirí per subscripció popular la seva tela Roques de Sant Sebastià (1926; Museu Maricel) i la regalà a la Col·lecció Art de la Vila de Sitges. Participà en l'Exposició històrica d'Art Sitgetà (1925) i a la I Exposició d'Art del Penedès (1926). A Barcelona va estar present a les Exposicions de Belles Arts dels anys 1919-1921, i també exposà a les galeries Dalmau (1923 i 1924), Areñas (1925, 1928 i 1929), Busquets (1928) i Laietanes (1934).

### Retorn
Després d'un període inicial de formació, dedicat a copsar l'heterogènia obra -antiga i moderna- que existia als museus novaiorquesos, en tornar a Catalunya, Bergnes redescobrí el paisatge mediterrani. Influenciat per Sorolla, a qui va conéixer i tenir certa amistat, pels impressionistes francesos i pels aquarel·listes anglesos, es preocupà sobretot d'assimilar la llum i el color, captats directament a l'aire lliure i perfectament integrats dins les composicions pictòriques gràcies al seu domini de la tècnica. A més del paisatge, conreà el retrat i, en els últims anys, realitzà també bodegons.
Instal·lat a Barcelona a partir de 1939, els seus quadres foren exposats a les galeries Syra (1942), Arte (1943), Argos (1944) i Laietanes (1953). Va concórrer a les Exposicions Nacionals de Belles Arts dels anys 1942 i 1944, i a la Biennal de Madrid de 1951. A Sitges, el 1957, va fer donació d'un autoretrat seu per a la Col·lecció Art de la Vila. Passada la setantena, fixà la seva residència a Tortosa, on va morir el 3 de febrer de 1975, als vuitanta-set anys.